# Krof
Krof je pecivo iz kvašenega testa, ocvrto v olju.  Krofi so polnjeni z nadevom, po navadi z marelično marmelado, čokolado ali vanilijevo kremo. Krofom brez polnila ponekod rečejo bobi. Iz enakega testa kot krofi so kvašeni flancati, od okroglih krofov se razlikujejo po obliki: so štirioglati in na sredini prerezani. Peka krofov je v Sloveniji še posebno značilna za praznovanje pusta.

## Trojanski krofi
Na Trojanah pečejo krofe od leta 1961, ko so jih dnevno ocvrli le nekaj deset, vendar je povpraševanje po njih od tedaj tako naraslo, da jih danes dnevno prodajo med 2000 in 5000, še več pa v dneh pusta in ob posebnih priložnostih. Tradicionalni trojanski krofi so polnjeni z marelično marmelado. Zadnja leta pa se poleg njih uveljavljajo tudi krofi, polnjeni z vanilijevo kremo, obliti s čokolado ter posuti s kokosovo moko. Zanje so prejeli že veliko priznanj, najpomembnejša pa sta zagotovo uvrstitev med aktivne spominke v Sloveniji ter podeljeni znak slovenske kakovosti SQ.

## Naj krof Slovenije
V Sloveniji od leta 2020 poteka tekmovanje v pripravi krofov, in sicer od leta 2024 v kategorijah Naj klasični krof Slovenije in Naj inovativni krof Slovenije. Krofe ocenjuje strokovna komisija, ki upošteva njihovo barvo, teksturo, polnilo, stopnjo cvrtja, okus in pookus. Tekmovanje sloni na bogati slovenski tradiciji v pripravi krofov.

## Zunanji povezave
- Predstavnosti o temi Krapfen in Slovenia v Wikimedijini zbirki